# Alexej Kaljužnyj
Alexej Nikolajevič Kaljužnyj (bělorusky Аляксей Мікалаевіч Калюжны, rusky Алексей Николаевич Калюжный, * 13. června 1977, Minsk, Sovětský svaz, dnes Bělorusko) je bývalý běloruský hokejový útočník, dlouholetý reprezentant, který naposledy hrál v Kontinentální hokejové lize za běloruský tým HK Dynamo Minsk.